# H.A. Rey
Hans Augusto (H.A.) Rey, född Reyersbach den 16 september 1898 i Hamburg, Tyskland, död 26 augusti 1977 i Cambridge, Massachusetts, var en tysk-amerikansk författare och illustratör som tillsammans med makan Margret Rey skapade figuren Nicke Nyfiken (Curious George).
H. A. Rey hette ursprungligen Hans Augusto Reyersbach och föddes i Hamburg i Tyskland i en judisk familj. Han träffade sin hustru Margaret i Brasilien, varefter paret återvände till Europa och bosatte sig i Paris 1935. När Frankrike invaderades av Tyskland flydde de och slog sig så småningom ned i USA. Bland det de fick med sig fanns det ursprungliga manuskriptet till Nicke Nyfiken.
Nicke Nyfiken gjorde succé när den gavs ut 1941, och följdes av ytterligare sex böcker om den nyfikna lilla apan. Makarna Rey skrev också flera andra barnböcker tillsammans, bland annat Pricken.

## Urval av svenska översättningar (utöver Nicke Nyfiken-böcker)
- Pricken (Spotty) (översättning Astrid Lindgren, Rabén & Sjögren, 1949)
- Elisabit: den köttätande växtens äventyr (Elizabite) (översättning Britt G. Hallqvist, Rabén & Sjögren, 1950)
- Kom, nu ska djuren matas! (Feed the animals) (översättning Anna Ericsson, Rabén & Sjögren, 1969)
- Hej, är det nån hemma? (Anybody at home?) (översättning Anna Ericsson, Rabén & Sjögren, 1969)
- Min unge, var är du? (Where's my baby?) (översättning Anna Ericsson, Rabén & Sjögren, 1970)
- Cirkus i stan (See the circus) (översättning Anna Ericsson, Rabén & Sjögren, 1970)
- Raffi Giraff och apan Nicke (Raffy and the nine monkeys) (Rabén & Sjögren, 1973)